# 2025년 세계 박람회

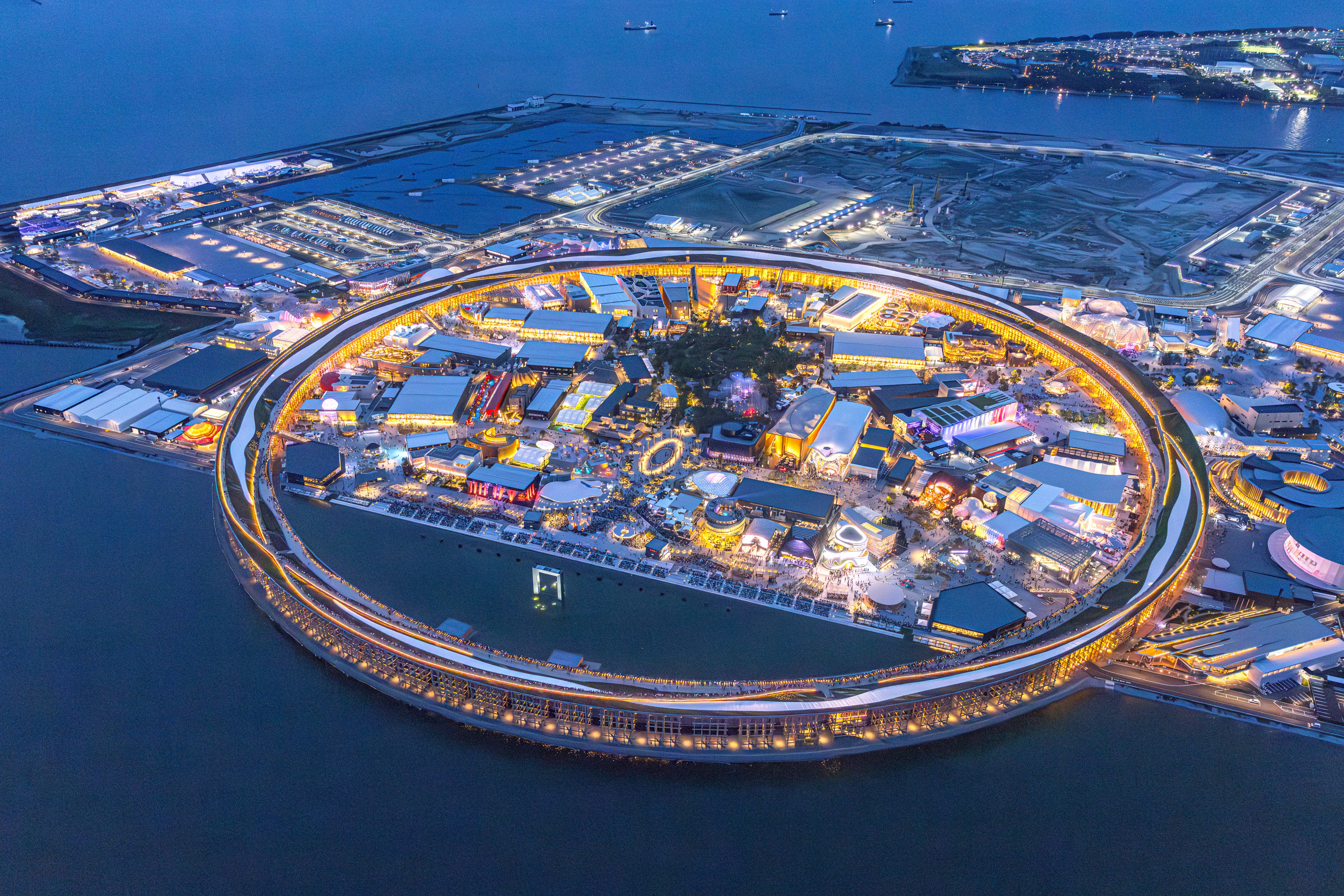

2025년 세계 박람회, 공식 명칭 2025년 오사카 세계 박람회, 오사카.간사이 만박, 2025 오사카・간사이 국제 박람회(일본어: 大阪万博2025, 大阪・関西万博)는 2025년 4월 13일부터 10월 13일까지 일본 오사카에서 열리는 세계 박람회이다.
표어는 우리의 삶을 위한 미래 사회를 설계하다(일본어: いのち輝く未来社会のデザイン)이고, 상징 캐릭터는 먀쿠먀쿠이다.

## 유치

### 후보

#### 바쿠
- 아제르바이잔 - 바쿠[1]
- 주제(안) - 인적 자본 개발, 더 나은 미래를 건설하다(영어: Developing Human Capital, Building a Better Future)

#### 오사카
- 일본 - 오사카[2]
- 주제(안) - 우리의 삶을 위한 미래 사회를 설계하다(영어: Designing Future Society for Our Lives)

#### 예카테린부르크
- 러시아 - 예카테린부르크[3]
- 주제(안) -

## 교통

### 철도

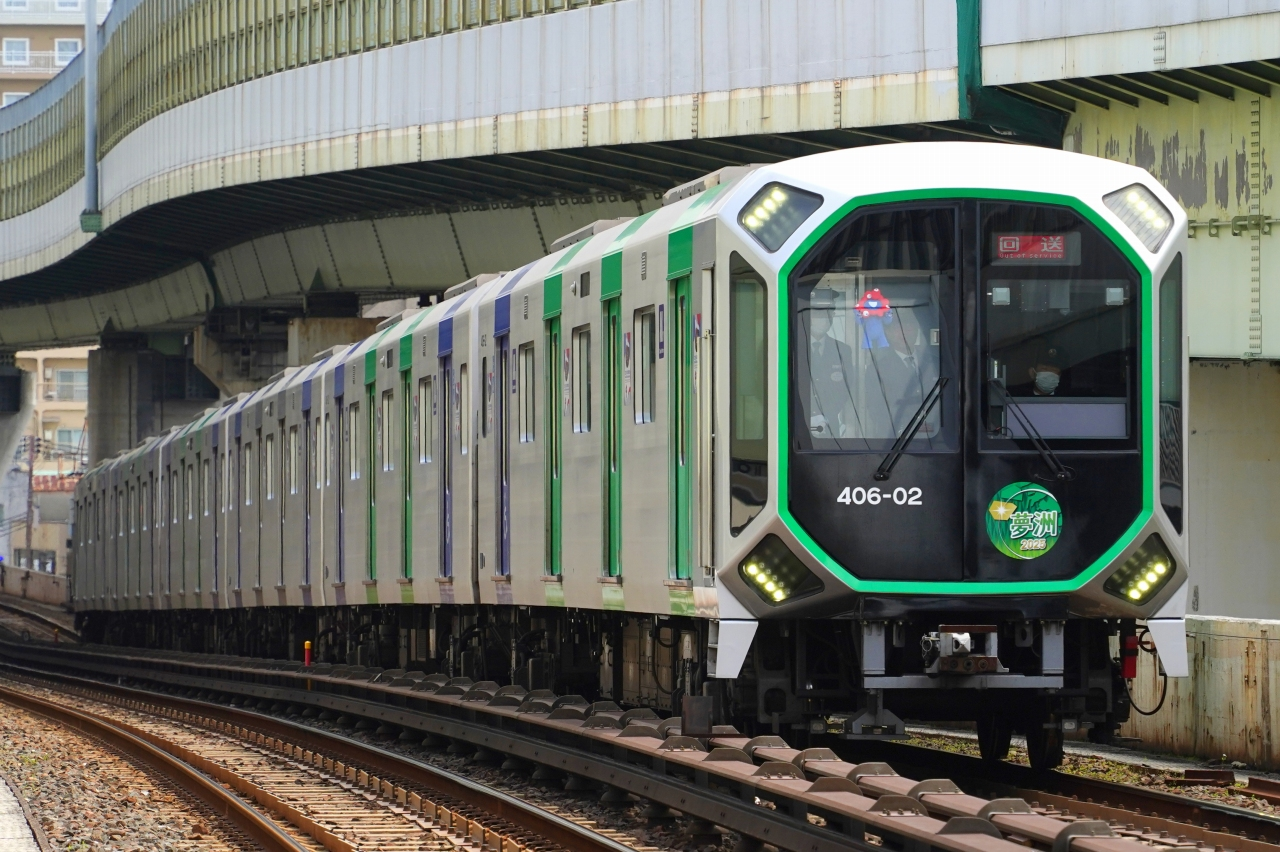
오사카 메트로 주오선 400계 전동차. 일부 시간대에는 캐릭터인 ‘먀쿠먀쿠’도 탑승합니다.

- 오사카 메트로 주오선
  - 유메시마역

### 버스
신오사카, 오사카, 나카노시마, JR아마가사키, 한신아마가사키, 사쿠라지마, 난바, 우에혼마치, 덴노지, 사카이, 사카이히가시에서 셔틀버스가 운행될 예정이다.

### 도로
- 유메시마 땅굴
- 유메마이 대교

## 같이 보기
- 1970년 세계 박람회
- 레이와 시대